# Morpho yaritanus
Morpho yaritanus är en fjärilsart som beskrevs av Hans Fruhstorfer 1912. Morpho yaritanus ingår i släktet Morpho och familjen praktfjärilar. Inga underarter finns listade i Catalogue of Life.